# Blasterhead
Blasterhead（ブラスターヘッド、1975年10月28日 - 2014年 ）は滋賀県出身の作曲家・アレンジャー・DJ。ゲーム音楽製作・開発会社Silverbox代表。チップチューンやハードコア・テクノのジャンルの曲を作る。

## 略歴・概要
- 近江兄弟社高等学校、大阪芸術大学卒。
- 有限会社ケロキュウに入社し、同社製作のゲーム音楽を担当。
- 退社後に自身でゲーム/音楽製作会社の有限会社シルバーボックスを設立、主に美少女ゲーム主題歌やBGMの製作・リミックスを手掛ける。
- その傍らでDJとしても活動
- 元々Blasterheadはユニット名だった[1]。
- ere daybreak-e.p.からTaishi(Compllege)が参加し、再びユニットとなる。
- 2013年3月9日にイベント「Aki-Bug」に出演予定だったが、当日連絡もなく現れなかった。以後ネット上も含めて消息不明。

## ディスコグラフィ

### CD
- Killbots E.P. (2003年)
- Blasterhead Works 1995-2003 (2003年)
- Chopping Mall-E.P. (2004年)
- Killbots-E.P.(E) (2005年、Killbots E.P.の収録作と新作を収録した欧州向けヴァージョン)
- RAVE-O-LUTION DMG - E.P. (2005年)
- Blasterhead Works 1995-2003(再プレス版) (2005年)
- Plasmadash Remixes (2006年)
- Blasterhead Complete Best (2006年)
- into the sky (2007年)
- ere daybreak-e.p.+ (2007年)
- sora-nuxx (2008年)
- OTSU:Blasterhead(2009年2月28日、3月1日のKeyメモリアルフェスでKey Sound Labelより先行販売)
- Blasterhead v.s. HARDCORE TANO*C+ (2009年)
- Retake (2009年)
- 末期、少女病 -Lyrical pop World's end- Original Sound Track - (Minus) (2010年)
- MOECOM LYNX 2010-E.P.+ (2011年)
- 末期、少女病 -Lyrical pop World's end- ImageSoundTracks (2011年)

### DVD
- Blasterhead Live at Stockholm 07 August 2004 in Microdisko (2004年)

### EP(12"アナログ盤)
- Plasmadash-E.P. (2006年、限定生産)
- ere daybreak-e.p. (2007年、限定生産)
- Blasterhead v.s. HARDCORE TANO*C (2008年、限定生産)
- MOECOM LYNX 2010-E.P. (2010年、限定生産)
- Distance.ZERO-E.P. (2011年、限定生産)

## 出演
- オトチンオーバードライブ